# 圓山大飯店
圓山大飯店，是一座位於臺灣臺北市中山區劍潭山的旅館，成立於第二次世界大戰後，酒店始建於1952年5月，主樓落成於1973年，曾為20世紀後期臺灣首屈一指的大型國際性飯店。並自啟用後曾接待過許多來臺北訪問的外國政要。
當前台北圓山大飯店已晉升為交通部觀光署評鑑之五星級飯店。酒店主樓高87公尺（285英尺），是世界上最高的中國古典建築之一，也是1973年至1981年間臺灣最高的建築。

## 沿革

### 成立初期

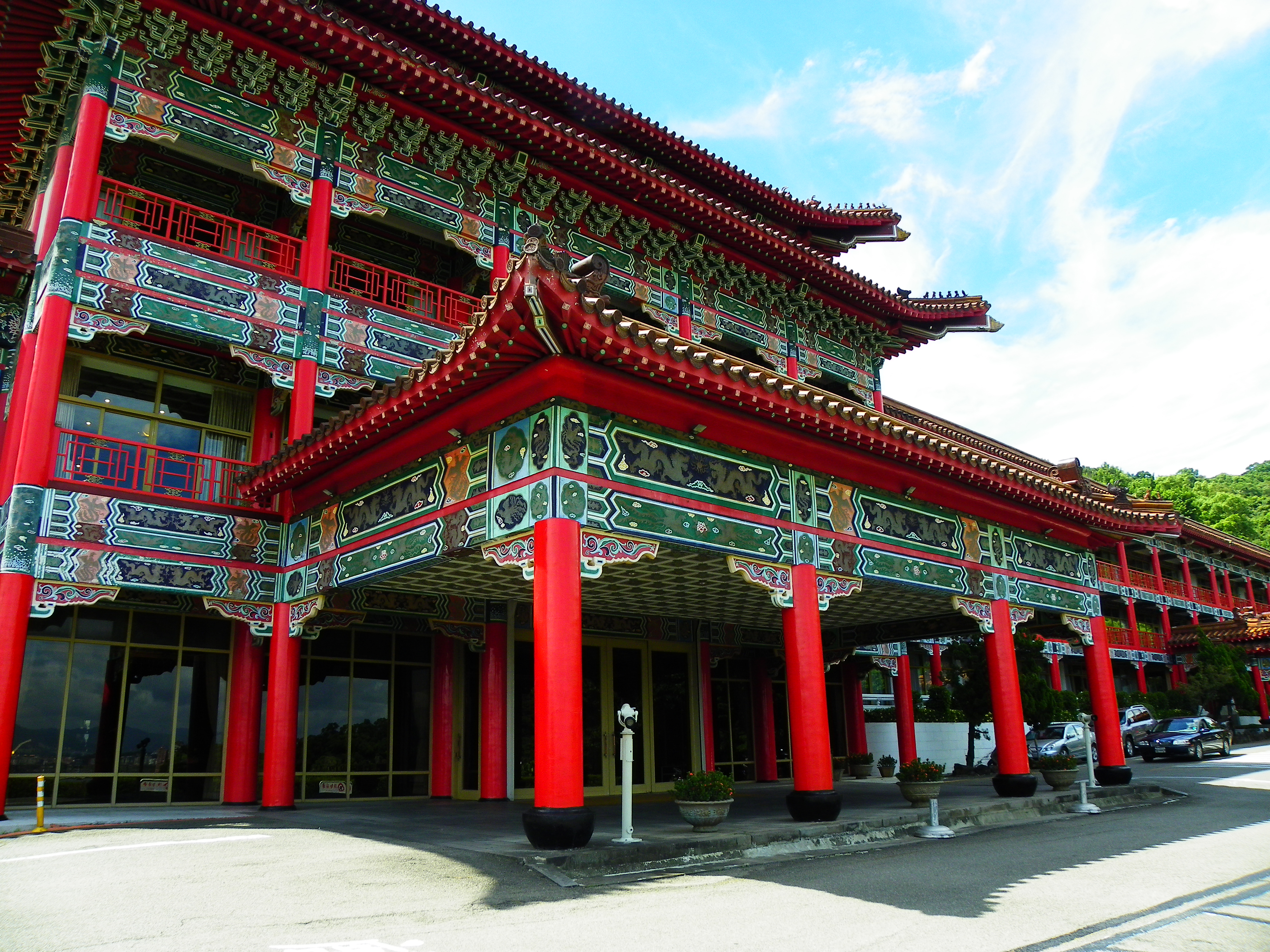
1963年落成的麒麟廳

圓山大飯店的位置原是台灣日治時期的臺灣神社所在。1945年中華民國接收臺灣後，苦於臺灣沒有豪華的國家迎賓設施可以接待外國貴賓，遂拆除當時台灣神社，並原地改為台灣大飯店；1952年5月10日，改由蔣宋美齡等政要為首組成的「財團法人台灣敦睦聯誼會」（簡稱「敦睦聯誼會」；精省前稱為「台灣省敦睦聯誼會」）接手經營，並改為圓山大飯店現名，以孔令偉為首任總經理。原先用途為招待訪華外國元首或政府首腦及總統蔣中正與蔣宋美齡夫婦之訪客。當時圓山大飯店的建築規模甚小，在1963年時才將飯店的基礎設施全部建設完畢。1967年，圓山大飯店獲得美國財星雜誌評為世界十大飯店之一。1973年10月10日，由建築師楊卓成設計新建的14層中國宮殿式大廈落成，圓山大飯店遂成為當時台北市的新地標。

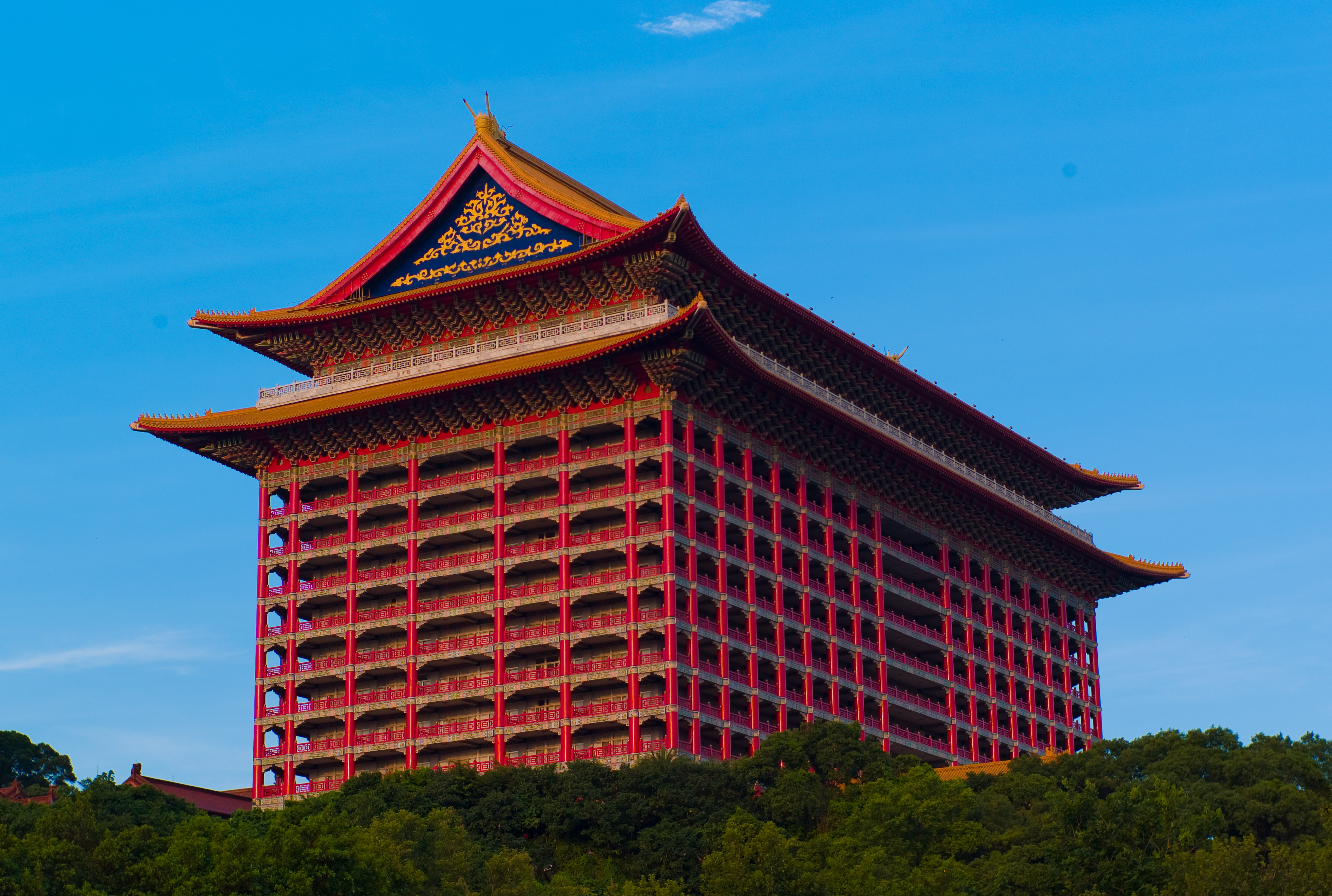
1973年啟用的圓山大飯店主樓

1975年時，蔣宋美齡成立「臺北圓山聯誼會」接手原本敦睦聯誼會與私人會員服務相關的業務，是一個會員制的俱樂部。該聯誼會的活動設施位於圓山大飯店主建築後方，由一群與飯店建築風格相同的低矮建物組成。
1995年6月27日上午，圓山大飯店12樓頂樓西北角的屋頂，在進行琉璃瓦換修工程時，因工人焊接施工不慎引燃火災，導致飯店斜簷屋頂結構、總統套房、宴會廳及許多字畫在猛烈火勢下遭到燒毀，迫使圓山大飯店進行全面性的整修工程，隨後於1998年再度恢復營運。

### 近年發展與現況

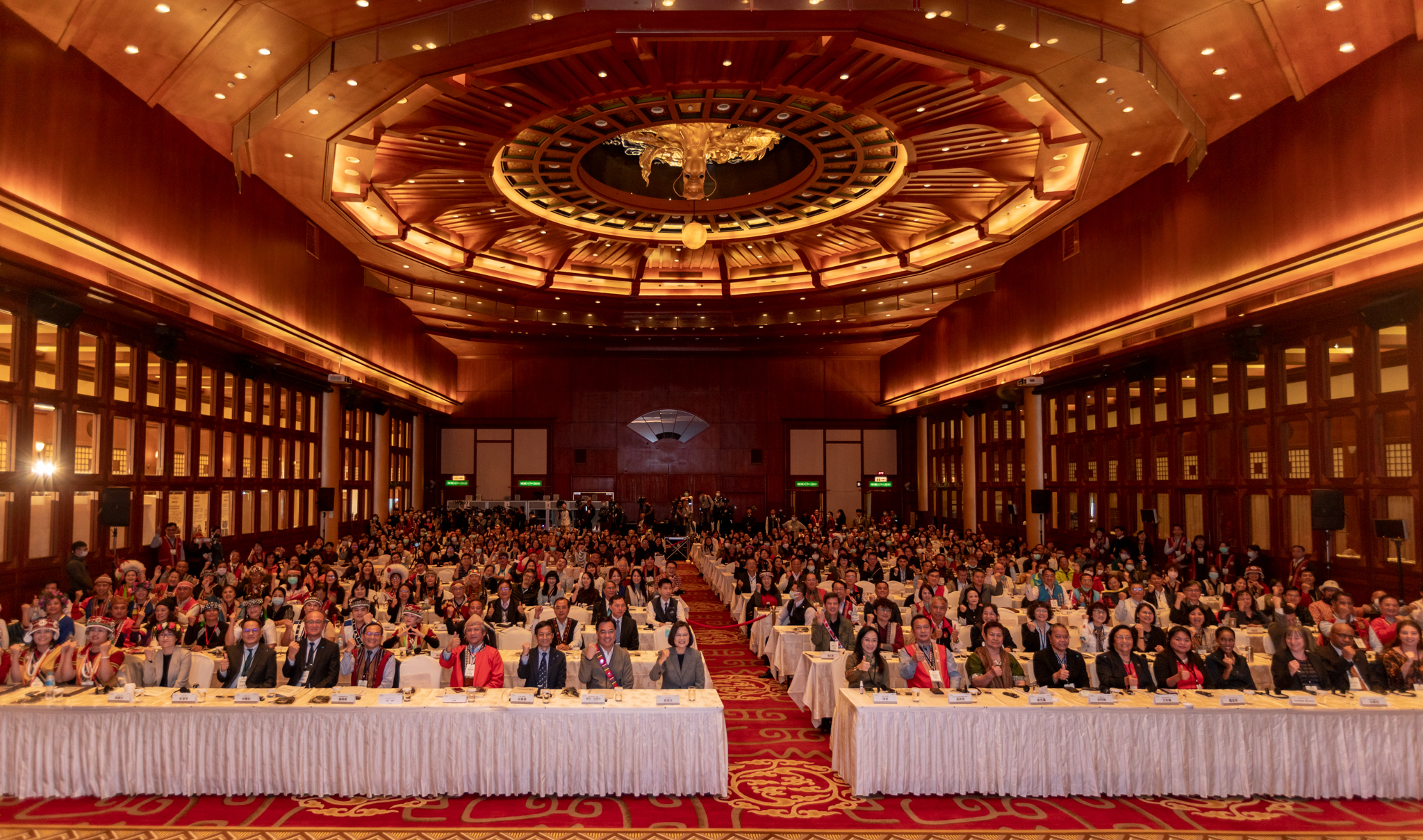
於主樓十二樓大會廳舉行之原住民族語言發展會議

經營圓山大飯店的臺灣敦睦聯誼會，雖然是以私人名義捐款成立的財團法人，但實際上由交通部管轄，而當時的所有捐款人均為當時的台灣要員。因為與政府的特殊關係，圓山大飯店長期成為台灣對外的國際招待場所，其半官方機構的神秘色彩，使得一般民眾難以入住其內。但隨著1990年代後，民間大型飯店業者的崛起與挑戰，曾經一度使當時的圓山大飯店難以競爭。為了增強競爭力，圓山大飯店近年來開始活化經營架構，除了提供多角化與平價化的服務之外，並先後引進民間的專業經理人（如嚴長壽等）負責經營整頓，而得以維持其在台灣旅館業的旗艦地位。

## 建築特色

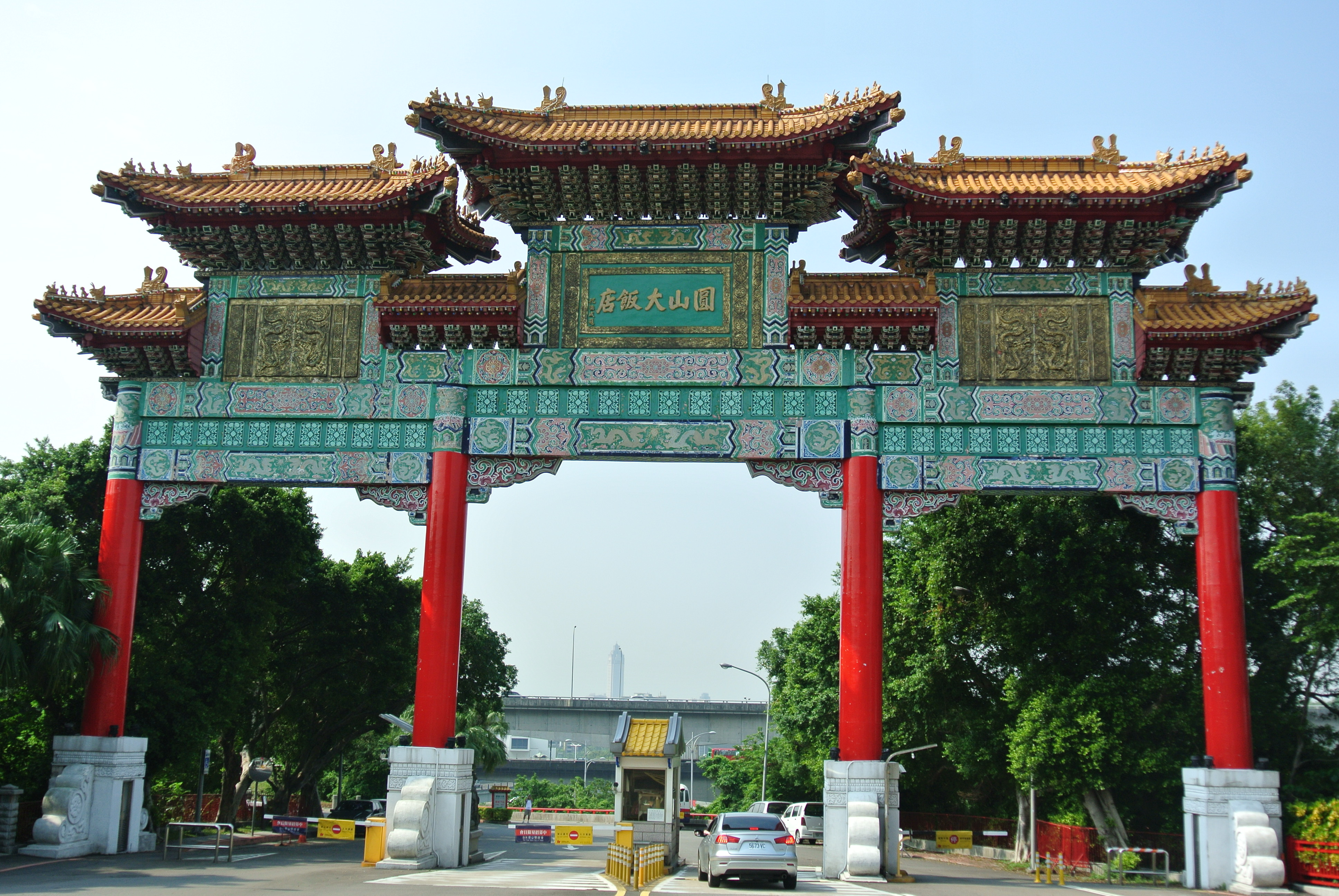
飯店入口牌坊
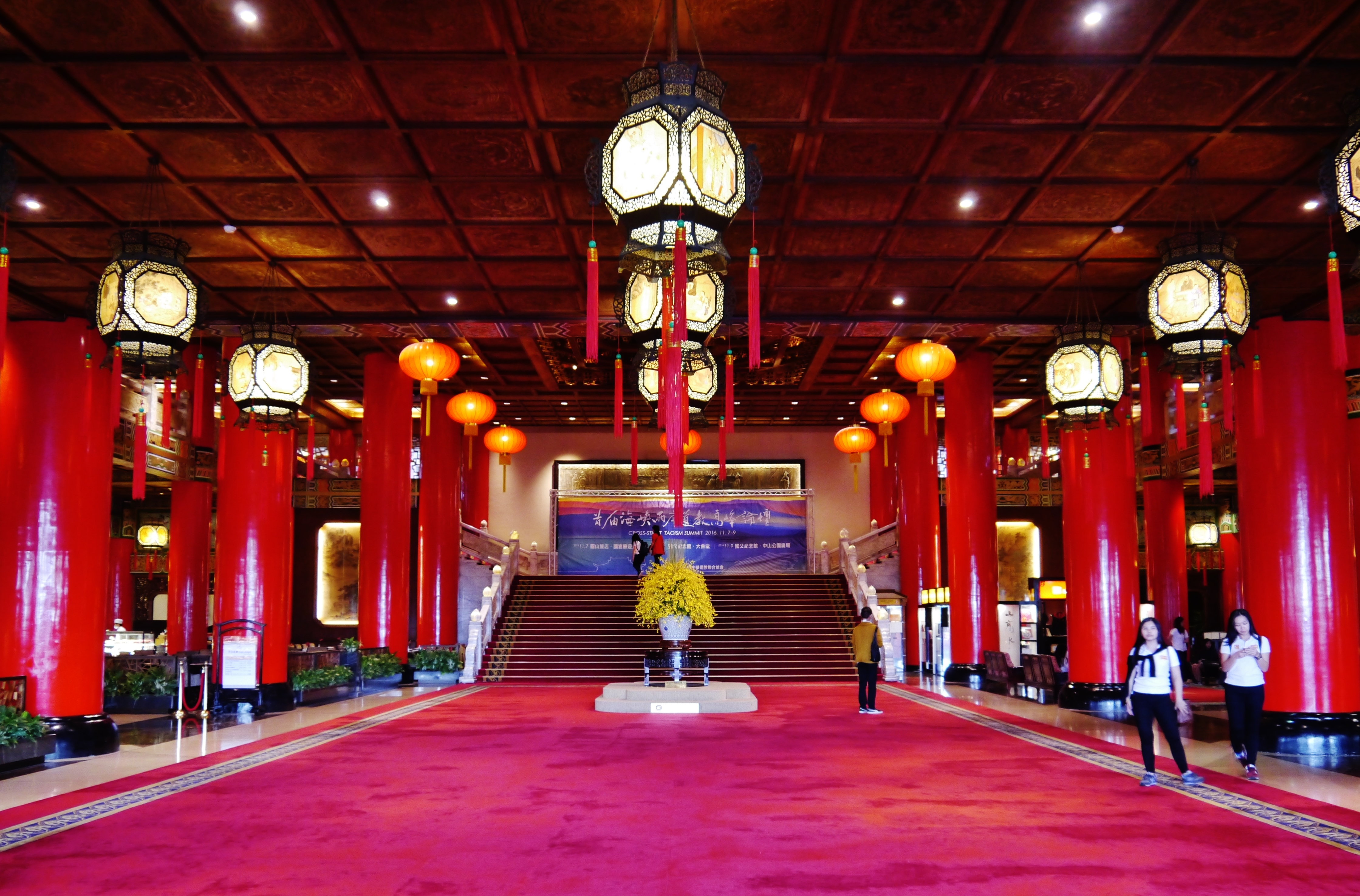
一樓大廳
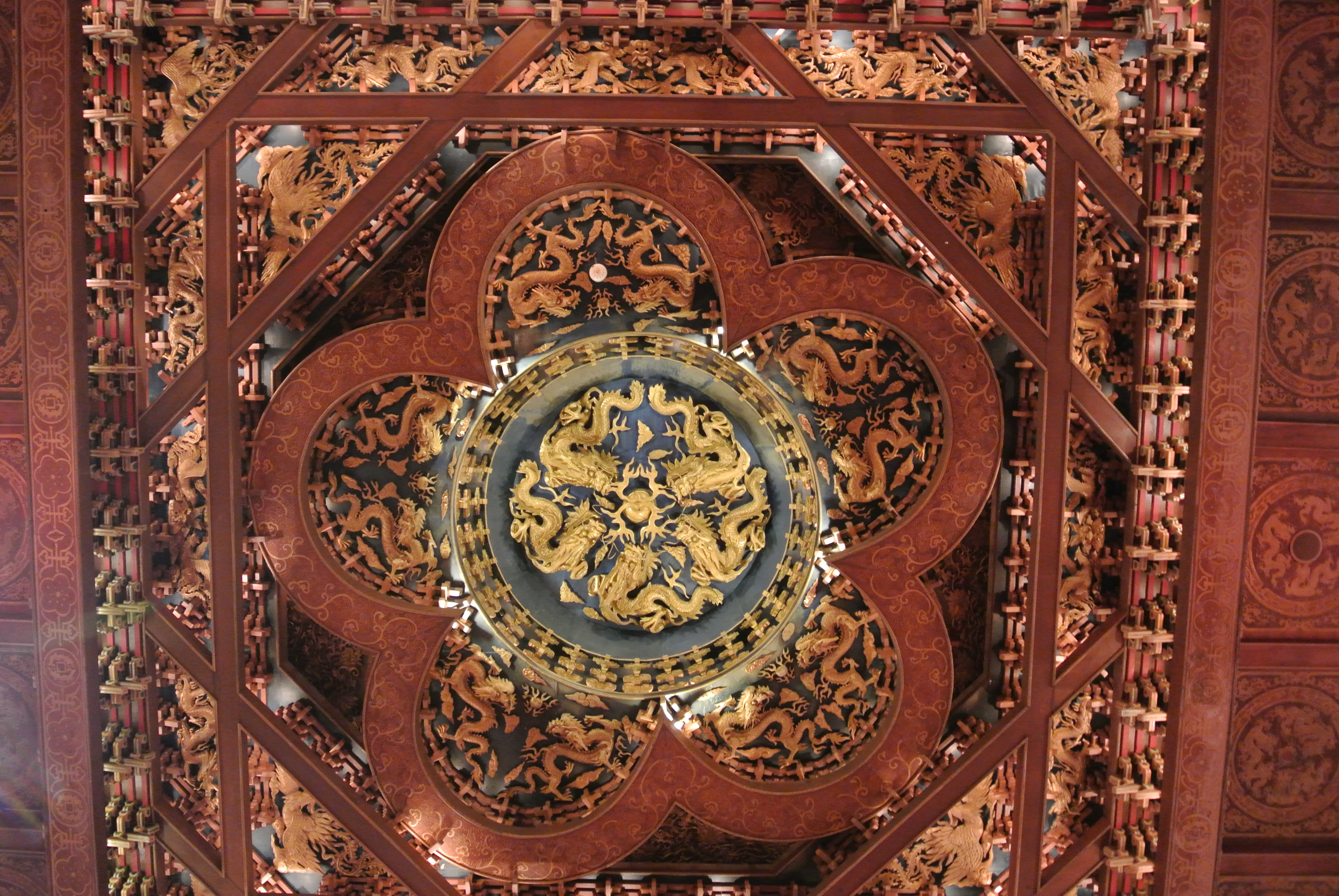
一樓大廳藻井
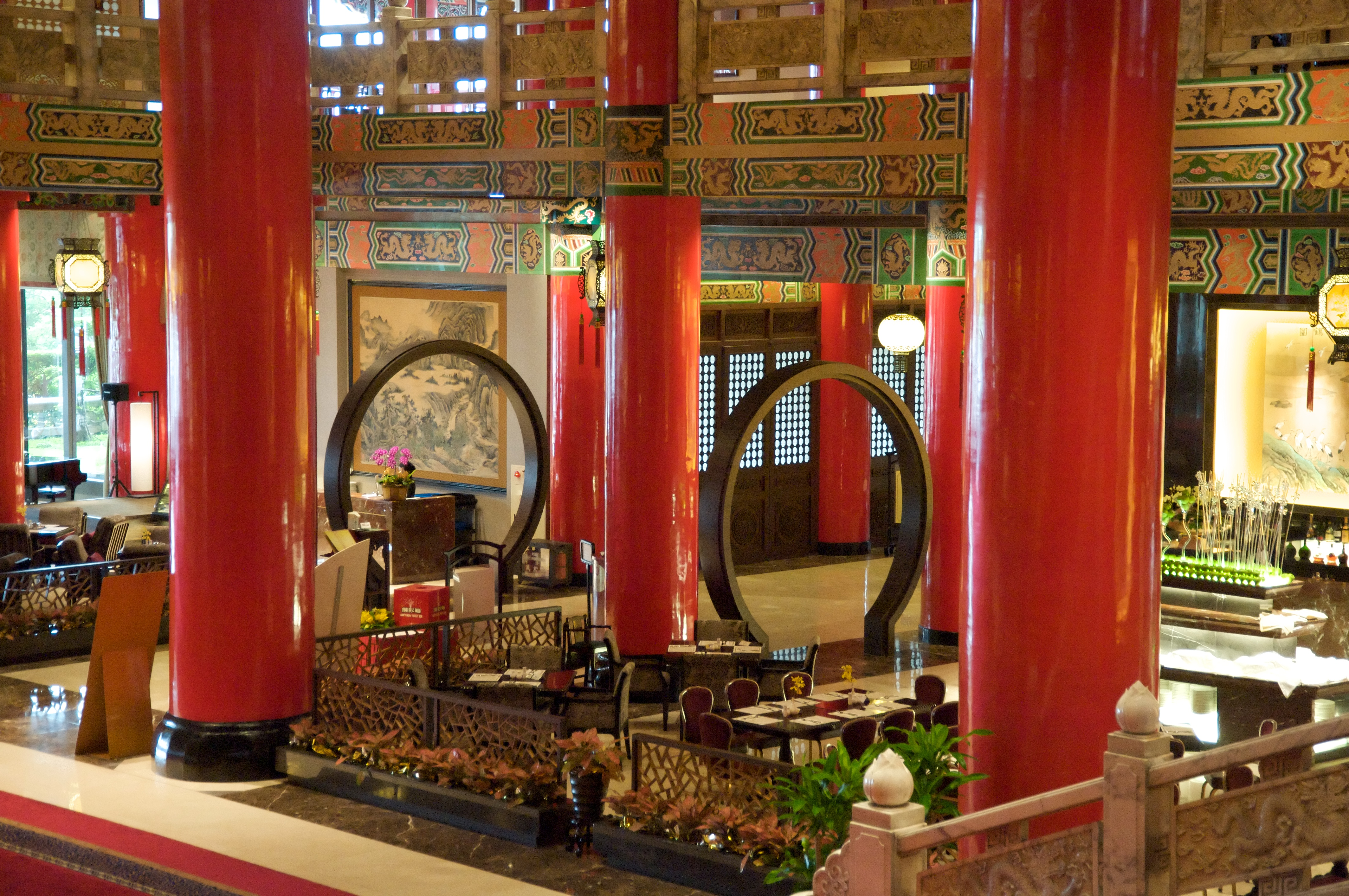
松鶴廳
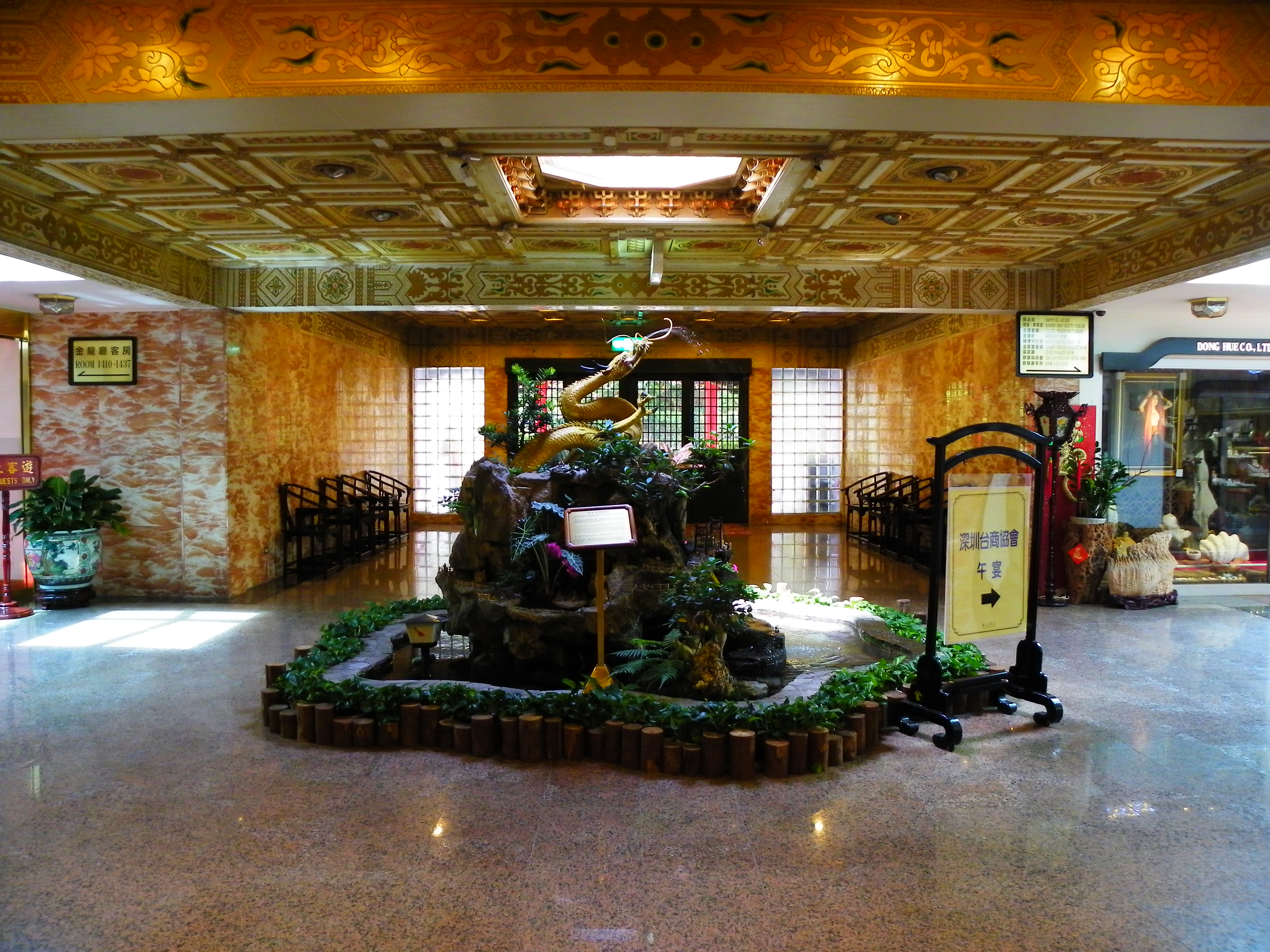
金龍廳
1981年的飯店陽台

圓山大飯店的原址為臺灣神社，由於地處的劍潭山山頭突出於台北盆地之上，在風水學上地理位置極佳。飯店屋顶使用歇山式，飯店的建築上採用相當多的龍形雕刻，故有人稱此飯店為「龍宮」；除採用龍形之外，亦有石獅、梅花等中國建築常用的圖案。

### 逃生密道
2006年台北圓山飯店密道被媒體曝光後，飯店人員表示，因蔣中正政府與蔣經國政府時期有許多國內外達官顯要至此享受國宴，為保護元首維安而在建造過程中增加此設計。
圓山飯店總經理池漢乾指出，東、西兩條密道位于地下二樓，除了考量總統蔣中正的安全外，主要是當時圓山飯店出入的都是達官顯要，萬一發生空襲，貴賓可就近至地下二樓防空避難室躲避；若一旦發生威力更大的核彈空襲，即可迅速進入防空避難通道。
這兩條密道往東可達秘境花園，通往孔二小姐故居及圓山聯誼會，全長76米，在沿線裝有電燈照明設備，共有43個燈座，84個階梯；往西可抵劍潭公園，全長85米，74個階梯，內部蜿蜒曲折，直到出口處可見兩扇長期深鎖的金屬門，打開後還會見到兩座高約5米的石牆遮蔽，外界無法窺知此為密道出口。
東、西兩條密道皆為2米寬，2.2米高，造型為螺旋式走道，一路向下盤旋，寬度可容納二至三人同時並行。最特殊的設計為西密道階梯旁尚有設計成約一人寬，以磨石子為底，類似溜滑梯的滑行道。飯店指稱，這種設計便于供行動不便的人員使用。由于滑道兩端距離約20米，又是一路往下盤旋，看過的飯店人員戲稱，這大概是世界最長的“水泥溜滑梯”。

## 圓山飯店高雄分店
- 1957年（民國46年）於高雄市愛河畔成立，1971年遷至澄清湖現址。

## 相關事件及軼事
1986年9月28日，黨外運動人士於圓山大飯店成立民主進步黨。
常有重要外賓住宿及被政府指定舉辦國宴的圓山飯店，1995年6月27日上午突然發生大火，大火是從上午10時59分許開始，由飯店12樓頂樓西北角屋頂換修工程處開始延燒。由於風勢極大，氣溫又十分高，加上圓山飯店起火點達80公尺高，搶救困難，到下午1時為止，火勢都還未能完全控制，連遠在台北火車站附近的民眾都可以看到圓山飯店屋頂冒出的濃煙。 1995年圓山大飯店因火災受損後，曾有立法委員提議拆除圓山大飯店，將其用地改築「國會山莊」以作為立法院新院址。隨著圓山大飯店的修復工程完成，此提案無疾而終。
2005年10月，臺北市政府新聞處舉辦市民票選「臺北市十大建築」活動，圓山大飯店名列第四位，與臺北101、美麗華摩天輪、中正紀念堂、總統府、國父紀念館、西門紅樓、新光人壽大樓、中油大樓與臺北之家等建築齊獲選代表臺北市的特色建物，另有監察院廳舍與臺北市市政大樓則分別名列第11、12位。
2013年3月，圓山大飯店董事長李建榮應中共方面國台辦前後任主任王毅、張志軍之邀率團前往北京钓鱼台国宾馆進行交流。
2014年太陽花學運期間，又重新出現立法院搬遷至圓山大飯店的提案，但未受重視。
另臺灣桃園國際機場內，原有餐飲服務亦由圓山大飯店提供；但由於長期虧損，於嚴長壽掌理時期終止經營。
臺北圓山大飯店入口左側，有于右任題字的草書碑文「劍潭勝跡」。

## 外部連結
- 圓山大飯店 （页面存档备份，存于）（繁體中文）（简体中文）（日語）（英文）
- 台北圓山聯誼會 （页面存档备份，存于）（繁體中文）（简体中文）（日語）（英文）
- 圓山飯店-臺北旅遊網（页面存档备份，存于）
- 圓山大飯店 - 菁英廳-臺北旅遊網 （页面存档备份，存于）
- 圓山大飯店 - 臺灣旅宿網 （页面存档备份，存于）
- The Grand Hotel 圓山大飯店的Facebook專頁
- YouTube上的圓山大飯店頻道
- OpenStreetMap上有關圓山大飯店的地理